# 6e congrès des États-Unis
4 mars 1799 – 4 mars 1801
Sessions
Précédent Suivant
Le 6e congrès des États-Unis est la législature fédérale américaine, composée du Sénat et de la Chambre des représentants, débutant le 4 mars 1799 et s'achevant le 4 mars 1801. La législature correspond aux deux dernières années de la présidence de John Adams. La répartition des sièges à la Chambre des représentants a été basée sur le recensement des États-Unis de 1790. Les deux chambres avaient une majorité fédéraliste. Ce fut le dernier Congrès dans lequel le Parti fédéraliste contrôlait à la fois la présidence, et l’une ou l’autre chambre du Congrès.

## Sessions

### Première session
La première session se déroule du 2 décembre 1799 au 14 mai 1800 au Congress Hall de Philadelphie.
- 14 décembre 1799 : mort de l’ancien président George Washington
- 24 février 1800 : fondation de la Bibliothèque du Congrès

### Deuxième session
La deuxième session se déroule du 17 novembre 1800 au 3 mars 1801 au Capitole, à Washington.
- 4 juillet 1800 : création du territoire de l'Indiana à partir d’une partie du territoire du Nord-Ouest.
- 20 janvier 1801 : John Marshall est nommé juge en chef des États-Unis
- 13 février 1801 : Midnight Judges Act (en).
- 27 février 1801 : District of Columbia Organic Act of 1801 (en).

## Partis

Composition de la Chambre des représentants par État.

### Sénat
|                        | Parti       | Parti | Total | Sièges vacants |
| Républicain- démocrate | Fédéraliste |       | Total | Sièges vacants |
| ---------------------- | ----------- | ----- | ----- | -------------- |
| Début                  | 9           | 22    | 31    | 1              |
| Fin                    | 11          | 21    | 32    | 0              |

### Chambre des représentants
|                        | Parti       | Parti | Total | Sièges vacants |
| Républicain- démocrate | Fédéraliste |       | Total | Sièges vacants |
| ---------------------- | ----------- | ----- | ----- | -------------- |
| Début                  | 46          | 60    | 106   | 0              |
| Fin                    | 49          | 56    | 105   | 1              |

## Membres

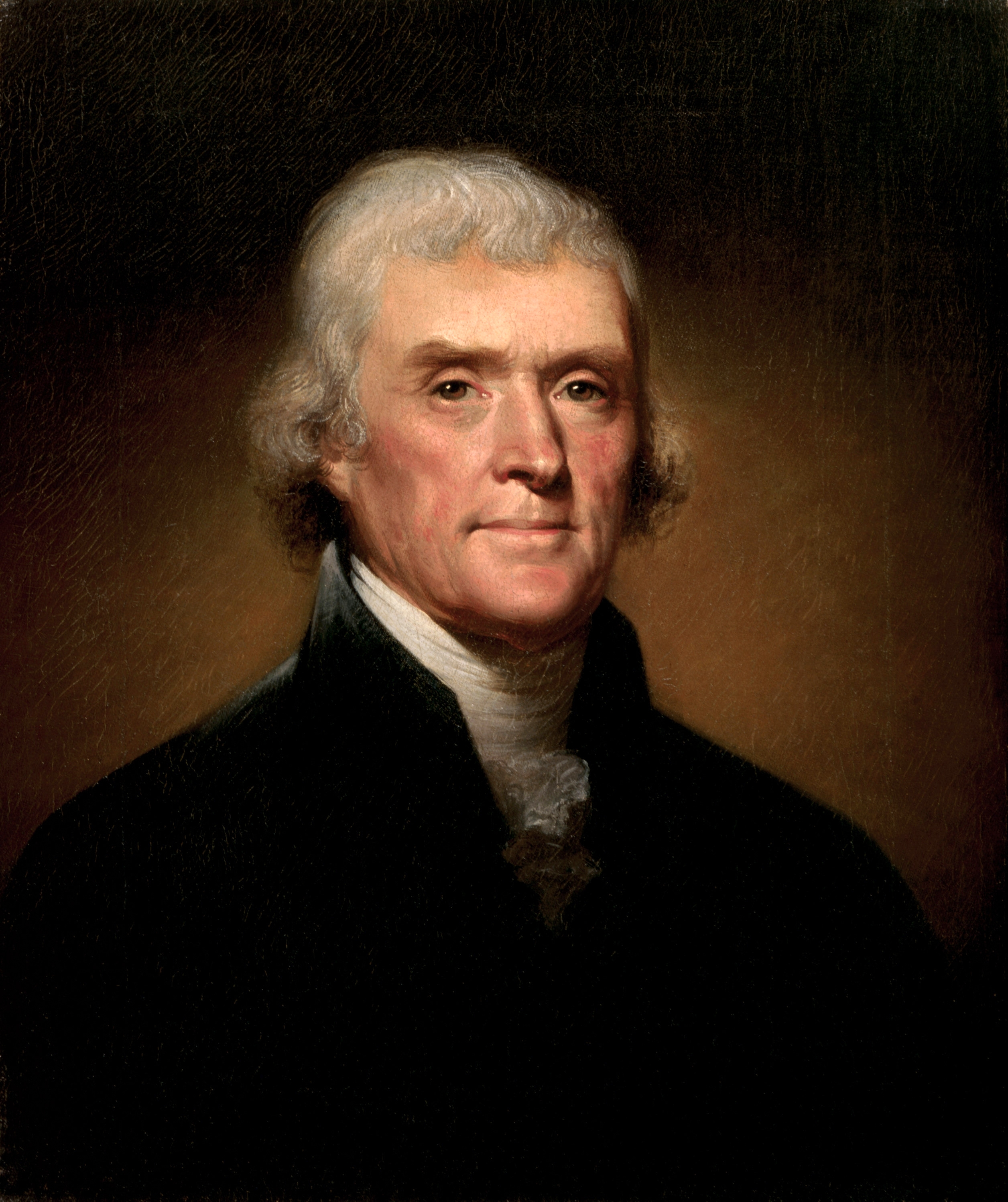
Le président du Sénat Thomas Jefferson.
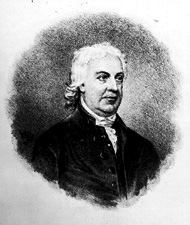
Le président pro tempore du Sénat Samuel Livermore.
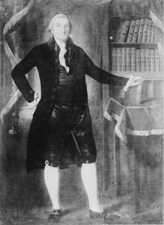
Le président pro tempore du Sénat Uriah Tracy.
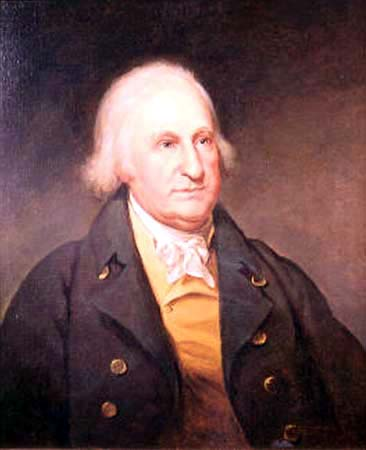
Le président pro tempore du Sénat John Eager Howard.
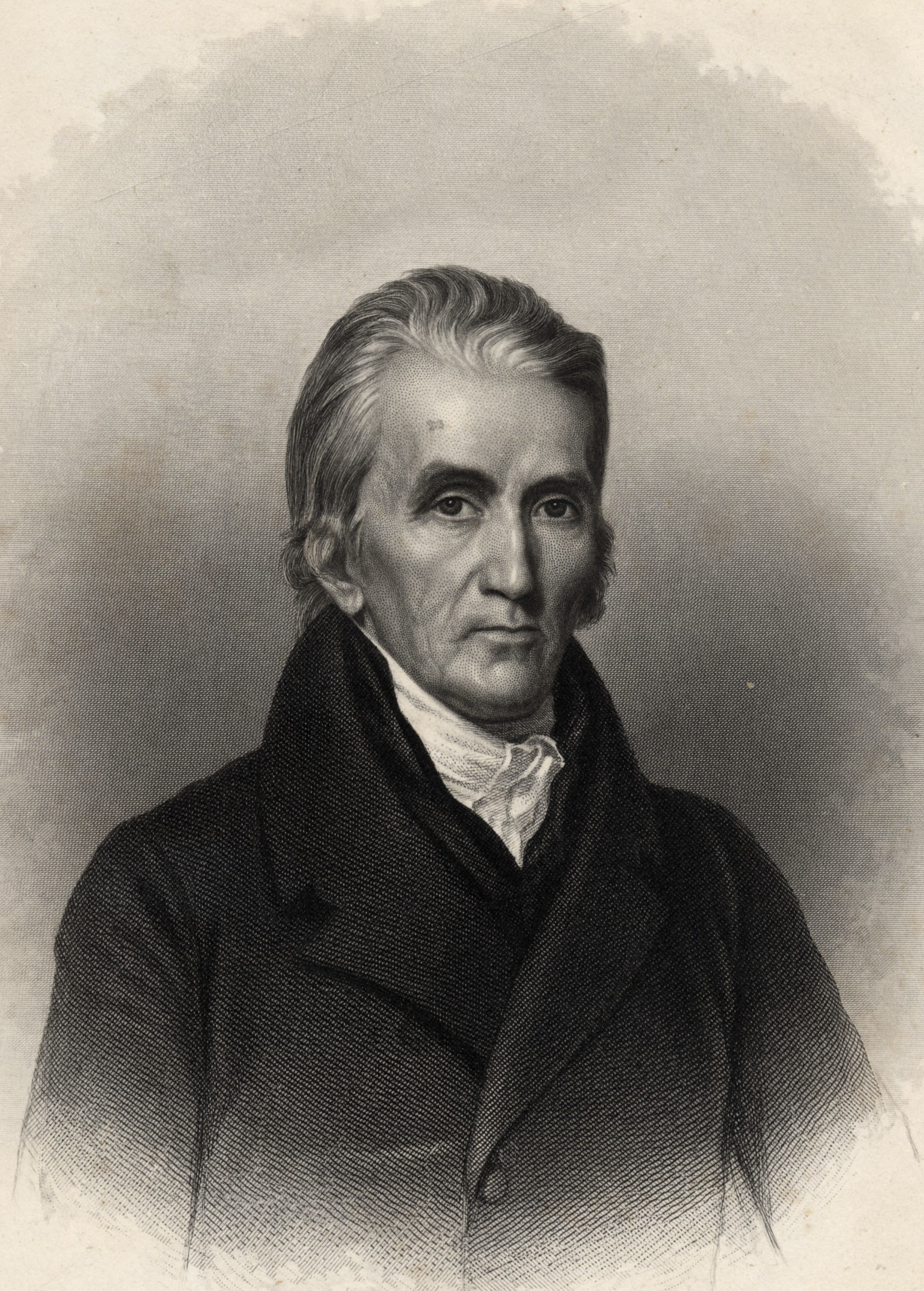
Le président pro tempore du Sénat James Hillhouse.
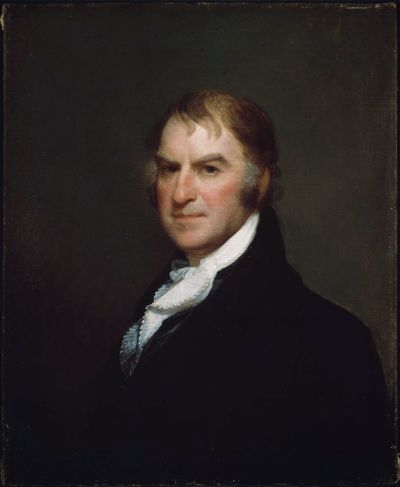
Le président de la Chambre des représentants Theodore Sedgwick.

### Sénat
- Président : Thomas Jefferson (DR)
- Président pro tempore :
  - Samuel Livermore (F), élu le 2 décembre 1799
  - Uriah Tracy (F), élu le 14 mai 1800
  - John Eager Howard (F), élu le 21 novembre 1800
  - James Hillhouse (F), élu le 28 février 1800

Le Sénat est renouvelé par tiers tous les deux ans, avec des mandats de six ans. Le mandat des sénateurs de classe 1 (élus en 1798) s'achève au prochain Congrès ; celui des sénateurs de classe 2 (élus en 1800) débute avec ce Congrès ; et celui des sénateurs de classe 3 (élus en 1794) s'achève avec ce Congrès.

#### sénateurs
| - Caroline du Nord : - 3. Timothy Bloodworth (DR) - 2. Jesse Franklin (DR) - Caroline du Sud : - 3. Jacob Read (F) - 2. Charles Pinckney (DR) - Connecticut : - 1. James Hillhouse (F) - 3. Uriah Tracy (F) - Delaware : - 1. Henry Latimer (F) jusqu'au 28 février 1801 (démission) - 1. Samuel White (F) à partir du 28 février 1801 - 2. William H. Wells (F) - Géorgie : - 3. James Gunn (F) - 2. Abraham Baldwin (DR) - Kentucky : - 2. John Brown (DR) - 3. Humphrey Marshall (F) - Maryland : - 1. John Eager Howard (F) - 3. James Lloyd (F) jusqu'au 1er décembre 1800 - 3. William Hindman (F) à partir du 12 décembre 1800 - Massachusetts : - 1. Benjamin Goodhue (F) jusqu'au 8 novembre 1800 - 1. Jonathan Mason (F) à partir du 14 novembre 1800 - 2. Samuel Dexter (F) jusqu'au 30 mai 1800 - 2. Dwight Foster (F) à partir du 6 juin 1800 | - New Hampshire : - 3. John Langdon (DR) - 2. Samuel Livermore (F) - New Jersey : - 1. James Schureman (F) jusqu'au 16 février 1800 - 1. Aaron Ogden (F) à partir du 28 février 1800 - 2. Jonathan Dayton (F) - New York : - 3. John Laurance (F) jusqu'en août 1800 - 3. John Armstrong (DR) à partir du 6 novembre 1800 - 1. James Watson (F) jusqu'au 19 mars 1800 - 1. Gouverneur Morris (F) à partir du 3 avril 1800 - Pennsylvanie : - 1. James Ross (F) - 3. William Bingham (F) - Rhode Island : - 1. Theodore Foster (F) - 2. Ray Greene (F) - Tennessee : - 1. Joseph Anderson (DR) - 2. William Cocke (DR) - Vermont : - 3. Elijah Paine (F) - 1. Nathaniel Chipman (F) - Virginie : - 1. Stevens Mason (DR) - 2. Wilson Nicholas (DR) à partir du 5 décembre 1799 |

### Chambre des représentants
- Président : Theodore Sedgwick (F)

#### représentants
| - Caroline du Nord (10) : - 1. Joseph Dickson (F) - 2. Archibald Henderson (F) - 3. Robert Williams (DR) - 4. Richard Stanford (DR) - 5. Nathaniel Macon (DR) - 6. William H. Hill (F) - 7. William Barry Grove (F) - 8. David Stone (DR) - 9. Willis Alston (DR) - 10. Richard Dobbs Spaight (DR) - Caroline du Sud (6) : - 1. Thomas Pinckney (F) - 2. John Rutledge Jr. (F) - 3. Benjamin Huger (F) - 4. Thomas Sumter (DR) - 5. Robert Goodloe Harper (F) - 6. Abraham Nott (F) - Connecticut (7) : - Jonathan Brace (F) jusqu'en 1800 - John Cotton Smith (F) à partir du 17 novembre 1800 - Samuel W. Dana (F) - John Davenport (F) - William Edmond (F) - Chauncey Goodrich (F) - Elizur Goodrich (F) - Roger Griswold (F) - Delaware (1) : - James A. Bayard (F) - Géorgie (2) : - James Jones (F) jusqu'au 11 janvier 1801 (siège vacant ensuite) - Benjamin Taliaferro (F) - Kentucky (2) : - 1. Thomas T. Davis (DR) - 2. John Fowler (en) (DR) - Maryland (8) : - 1. George Dent (F) - 2. John C. Thomas (F) - 3. William Craik (F) - 4. George Baer Jr. (F) - 5. Samuel Smith (DR) - 6. Gabriel Christie (DR) - 7. Joseph H. Nicholson (DR) - 8. John Dennis (F) - Massachusetts (14) : - 1. Theodore Sedgwick (F) - 2. William Shepard (F) - 3. Samuel Lyman (F) jusqu'au 6 novembre 1800 - 3. Ebenezer Mattoon (F) à partir du 2 février 1801 - 4. Dwight Foster (F) jusqu'au 6 juin 1800 - 4. Levi Lincoln (DR) à partir du 15 décembre 1800 - 5. Lemuel Williams (F) - 6. John Reed Sr. (F) - 7. Phanuel Bishop (DR) - 8. Harrison Gray Otis (F) - 9. Joseph Bradley Varnum (DR) - 10. Samuel Sewall (F) jusqu'au 10 janvier 1800 - 10. Nathan Read (F) à partir du 25 novembre 1800 - 11. Bailey Bartlett (F) - 12. Silas Lee (F) - 13. Peleg Wadsworth (F) - 14. George Thatcher (F) | - New Hampshire (4) : - Abiel Foster (F) - Jonathan Freeman (F) - William Gordon (F) jusqu'au 12 juin 1800 - Samuel Tenney (F) à partir du 8 décembre 1800 - James Sheafe (F) - New Jersey (5) : - John Condit (DR) - Franklin Davenport (F) - James H. Imlay (F) - Aaron Kitchell (DR) - James Linn (DR) - New York (10) : - 1. Jonathan Havens (DR) jusqu'au 25 octobre 1800 - 1. John Smith (DR) à partir du 27 février 1800 - 2. Edward Livingston (DR) - 3. Philip Van Cortlandt (DR) - 4. Lucas C. Elmendorf (DR) - 5. Theodorus Bailey (DR) - 6. John Bird (F) - 7. John Thompson (DR) - 8. Henry Glen (F) - 9. Jonas Platt (F) - 10. William Cooper (F) - Pennsylvanie (13) : - 1. Robert Waln (F) - 2. Michael Leib (DR) - 3. Richard Thomas (F) - 4. Robert Brown (DR) - 4. John Peter G. Muhlenberg (DR) - 5. Joseph Hiester (DR) - 6. John A. Hanna (DR) - 7. John W. Kittera (F) - 8. Thomas Hartley (F) jusqu'au 21 décembre 1800 - 8. John Stewart (DR) à partir du 15 janvier 1801 - 9. Andrew Gregg (DR) - 10. Henry Woods (F) - 11. John Smilie (DR) - 12. Albert Gallatin (DR) - Rhode Island (2) : - John Brown (F) - Christopher G. Champlin (F) - Tennessee (1) : - William C. C. Claiborne (DR) - Vermont (2) : - 1. Matthew Lyon (DR) - 2. Lewis R. Morris (F) - Virginie (19) : - 1. Robert Page (F) - 2. David Holmes (DR) - 3. George Jackson (DR) - 4. Abram Trigg (DR) - 5. John J. Trigg (DR) - 6. Matthew Clay (DR) - 7. John Randolph (DR) - 8. Samuel Goode (DR) - 9. Joseph Eggleston (DR) - 10. Edwin Gray (DR) - 11. Josiah Parker (F) - 12. Thomas Evans (DR) - 13. John Marshall (F) jusqu'au 7 juin 1800 - 13. Littleton W. Tazewell (DR) à partir du 26 novembre 1800 - 14. Samuel Cabell (DR) - 15. John Dawson (DR) - 16. Anthony New (DR) - 17. Levin Powell (DR) - 18. John Nicholas (DR) - 19. Henry Lee (DR) - Territoire du Nord-Ouest (1, non-votant) : - William Henry Harrison jusqu'au 14 mai 1800 - William McMillan à partir du 24 novembre 1800 |